# Miguel Hilarión Eslava
Miguel Hilarión Eslava Elizondo (Burlada, Valle de Egüés, Navarra, 21 de octubre de 1807 - Madrid, 23 de julio de 1878) fue un sacerdote, compositor y musicólogo español del siglo XIX, gran defensor de la ópera española.

## Biografía

### Infancia y formación
Miguel Hilarión Eslava nació en Burlada, localidad actualmente situada en área metropolitana de la ciudad de Pamplona y que tiene casi 20 000 habitantes, pero que, a principios del siglo XIX, no era todavía más que un pequeño concejo dentro del Valle de Egüés, a orillas del río Arga, que no llegaba a los 100 vecinos. Fue el único hijo varón de una familia de labradores relativamente acomodada, que poseía tierras con huertas y cultivos. Su casa natal, llamada "Benitorena", se ubicaba frente al actual ayuntamiento de Burlada. En el solar donde se ubicaba esta casa, en ruinas a finales de la década de 1970, se construyó en los años posteriores el edificio que acoge la actual "Escuela de Música Hilarión Eslava de Burlada-Villava".
Se dice que fue "descubierto" hacia 1816 por Mateo Jiménez, el director del coro de infantes de la Catedral de Pamplona, quien paseando junto al puente viejo de Burlada vio a un grupo de niños bañándose en el río Arga y se acercó a hablar con ellos. Jiménez vio no solo que Eslava era un chico vivo e inteligente que ya sabía leer y escribir, sino que además contaba con una prodigiosa voz, que le demostró cantando una jota. Mateo Jiménez consiguió convencer, no sin problemas, a los padres de Hilarión para que permitieran que el niño ingresara en el seminario y en el coro infantil de la catedral de Pamplona.
Fue niño del coro de la Catedral de Pamplona, donde aprendió solfeo con Mateo Jiménez. Estudió órgano, violín y piano con Julián Prieto. Con 17 años fue nombrado violinista de la capilla de la Catedral. En paralelo a su formación musical cursó estudios de Humanidades en el Seminario destinado a consagrarle como sacerdote.
En 1827 se trasladó a Calahorra, donde estudió composición con el maestro de capilla Francisco Secanilla, allí residente.

### Maestro de capilla
En 1828, a pesar de su juventud, Eslava ganó la oposición al puesto de maestro de capilla de la Catedral de El Burgo de Osma. Durante su estancia en esta localidad castellana se ordena diácono.
Poco después, en 1829, oposita a la mucho más prestigiosa plaza de maestro de capilla de la Catedral de Sevilla. La oposición es ganada por Francisco Andrevi, quedando Eslava en segundo lugar. Los hagiógrafos de Eslava consideran que la plaza fue injustamente adjudicada a Andrevi por presiones externas, pero este punto es discutido por otros autores, que consideran la elección de Andrevi como justa. En 1830 Eslava aspira a la vacante en la Capilla Real de Madrid, pero según algunos autores, es desestimado por su corta edad. Andrevi, quien no había llegado a tomar posesión de su cargo en Sevilla, gana la oposición en Madrid y renuncia a su plaza en Sevilla. El tribunal del cabildo catedralicio de Sevilla falla adjudicar la plaza entonces al segundo mejor cualificado en las pruebas de 1829, así que finalmente Eslava es nombrado maestro de capilla de la Catedral de Sevilla el 20 de febrero de 1832. En 1833, estando en Sevilla, Eslava se ordenó sacerdote.
En 1844, a través de una nueva oposición se convierte en maestro de capilla de la Capilla Real de Madrid, cargo que ocupará hasta su muerte. En 1854 es nombrado profesor de composición del Conservatorio de Madrid, centro que once años más tarde pasó a dirigir.
Desde los cargos que ostentaba, le gustó actuar como mentor de sus discípulos entre los que destacó el tenor navarro Julián Gayarre al que unió una relación casi paternal.
Formó parte, junto a Hernando, Inzenga y Gaztambide, de una comisión ejecutiva para la organización de los conciertos de la Sociedad Artístico-Musical.

### Fallecimiento
En 1871 sufrió una pulmonía que le dejó como secuela una enfermedad crónica respiratoria, de la que acabaría falleciendo años más tarde, el 23 de julio de 1878, en su domicilio de Madrid.
Enterrado originalmente en Madrid, sus restos fueron trasladados en 1899 a Navarra, primero a Pamplona, y desde 1920 a Burlada. Su sepultura se encuentra actualmente en el cementerio de su localidad natal.

## Obra como compositor

### Música profana

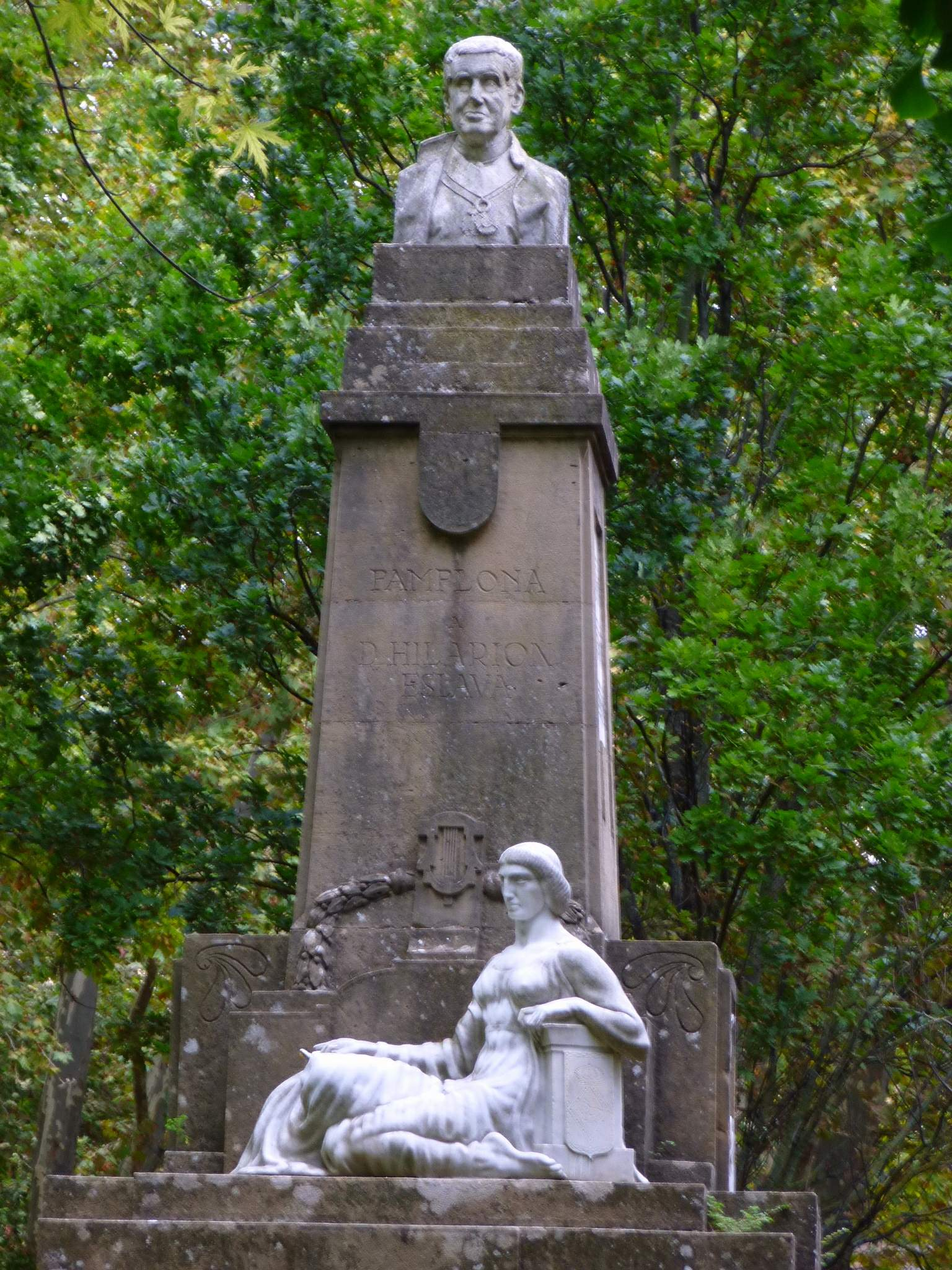
Monumento a Hilarión Eslava, obra escultórica de León Barrenechea sobre un proyecto del arquitecto Carlos Guerra (1918, Parque de la Taconera, Pamplona). El busto de Eslava es obra de Juan Quevedo (1964).

Entre su vasta obra musical se encuentran tres óperas y algunas obras sinfónicas (Sinfonía fantástica, La cantata, La guerra de África,...),
Durante su estancia como maestro de capilla en Sevilla se vio privado de parte de las rentas que le correspondían a raíz de los decretos de desamortización del gobierno.Viendo reducido sensiblemente su salario se vio obligado a ampliar su actividad como músico y comenzó a componer óperas. Entre 1841 y 1843 estrenó tres óperas; Il Solitario (Teatro Principal de Cádiz, 5 de junio de 1841), La tregua di Tolemaide (Teatro Principal de Cádiz, 21 de mayo de 1842) y Pietro il Crudele (Teatro Principal de Sevilla, 1 de enero de 1843), en las que el sacerdote navarro se cuidó mucho que sus argumentos no fueran contra las doctrinas de la Iglesia. Sus obras denotan la influencia italiana y está considerado uno de los pocos auténticos músicos románticos españoles.
La primera ópera se estrenó con gran éxito de público en Cádiz, siendo posteriormente estrenada en Sevilla y Madrid. Su segunda obra, estrenada en Cádiz, Madrid y otras ciudades, tuvo también una buena acogida. Sin embargo, su tercera obra, estrenada en Sevilla, no tuvo buena acogida entre el público. Esta fría acogida y las agrias críticas que recibía de parte de sus correligionarios de la Catedral de Sevilla, que no entendían que un sacerdote compusiera música que no fuera sacra, forzaron que Eslava diera por terminada su labor como compositor de ópera.
Años más tarde fue fundador, junto con Arrieta, Gaztambide y Barbieri, del grupo La España Musical, dedicado a defender la ópera española.

### Música sacra
El núcleo de su obra está compuesto por 140 composiciones de música sacra entre las que hay ocho Misas, Oficio de difuntos, Te Deum, varios motetes, catorce Lamentaciones, tres Stabat Mater y seis Salve Regina. Una de ellas canta todos los años el sábado previo al 26 de julio en Tudela, en honor de Santa Ana, también todos los 7 de septiembre en Fuenterrabía, en honor a la virgen de Guadalupe durante la conmemoración anual del asedio de 1638, y otra en la iglesia de Nuestra Señora Del Pino, en Vinuesa (Soria), en su ofrenda de vela a la Virgen, los días 14 y 15 de agosto; además, compuso tres Stabat Mater. 
Algunas de sus obras más conocidas son El Miserere de Sevilla y el Miserere de Jerez que aún se interpretan anualmente el Sábado de Pasión, y el Miserere para la S.I. Catedral de Baeza, que se interpreta el Martes Santo.

## Musicólogo
Es autor de Lira Sacro hispana (1869), antología en siete volúmenes de la música religiosa española de los siglos XV y XVI. Así mismo, fue autor de obras de carácter pedagógico, como su Método de solfeo (1846) , que ha sido utilizado durante más de un siglo como material de enseñanza, Método completo de solfeo sin acompañamiento , Tratado tercero de la melodía y discurso musical (1871) , La Escuela completa de armonía y composición,  etc.
Cuando Europa asistía a la segunda oleada romántica con figuras como la de Brahms, cuando triunfaba el nacionalismo y se imponía Wagner, cuando incluso en España se había estrenado la Primera Sinfonía de Pedro Miguel Marqués, Hilarión Eslava publicaba la segunda edición de su tratado Escuela de composición. En el tercero de sus volúmenes, dedicado al estudio de la melodía y el discurso musical, hay una serie de observaciones sobre las formas en el arte sonoro.
También destaca la escritura del documento titulado "Museo Orgánico Español", un esfuerzo por reformar el "Genero Orgánico religioso" que, como decía el propio compositor, pretende: "dirigir los esfuerzos de todos hacia un objeto tan digno del arte como es la mejora y perfección del género orgánico". El documento cuenta con dos partes: la primera con una breve memoria histórica de los organistas españoles, bases para construir el género orgánico- religioso, sugerencias sobre la ejecución de las obras contenidas, dichas obras sacras para distintas partes de la liturgia católica, ofertorios ,elevaciones, versos para la salmodia y de pange lingua. La segunda parte consta de un tratado breve de armonía y bajo numerado, pequeño tratado de fuga, observaciones acerca del modo de examinar a un organista, y una reseña del órgano y el panorama de los organistas españoles de su época.

## Órdenes y empleos

### Órdenes

#### Reino de España
- 1 de junio de 1870:  Caballero Gran Cruz de la Orden Española y Americana de Isabel la Católica.[6][7][8]
- Orden de Carlos III
  - 1847:  Comendador[8][9]
  -  Caballero.[10]
- Caballero gran cruz de la Orden Civil de María Victoria[11][12] (Disciplina: Escuelas Industriales, Artes y Oficios)

### Empleos
- 1847 - 1878: Maestro director de la Real Capilla.[13][8]
- 1844 - 1847: Maestro director de la Real Capilla (Supernumerario)[10][8]
- Maestro de música de Su Majestad la Reina.[14][8]
- Capellán de Honor de Su Majestad la Reina[9]
- Conservatorio nacional de Música y Declamación
  - 1866 : Director de la Sección de Música .[14][8]
  - 1854 - ?¿: Profesor de composición de Primera clase .[14][8]
- 1832 - 1844: Maestro de capilla y prebendado de la Catedral de Santa María de la Sede de Sevilla.[14][8][15]
- 13 de agosto de 1828 - 1832: Maestro de capilla de la Catedral de El Burgo de Osma.[16][8]

## Grabaciones
- Hilarión Eslava, (Coral de Cámara de Pamplona, Órg. Oscar Candendo, Dir. David Guindano, ARSIS 4222)